# Lionel Johnson
Lionel Pigot Johnson (Broadstairs, 15 marzo 1867 – 4 ottobre 1902) è stato un poeta e critico letterario inglese.

## Biografia
Fu educato nel Winchester College e nel New College, Oxford, laureandosi nel 1890. Si convertì al cattolicesimo nel 1891. Visse una vita solitaria in Londra, lottando con l'alcolismo e la sua omosessualità repressa. Morì a causa di una caduta per la strada, anche se si è detto che fu una caduta da uno sgabello a causarne il decesso; l'incidente sarebbe avvenuto a Green Dragon in Fleet Street.

## Rapporto con Oscar Wilde
Incontrò Oscar Wilde in occasione di un suo ritorno ad Oxford nel febbraio 1890, per via della messa in scena dello Strafford di Browing, dietro suoi suggerimenti. Egli in seguito scrisse ad un suo amico descrivendo quell'incontro, del suo vizio terribile riguardante il fumo e che si era innamorato di lui, che era bisessuale.
Quando uscì Il ritratto di Dorian Gray Lionel scrisse una poesia in latino per festeggiare tale opera; egli era anche il cugino e precettore di Lord Alfred Douglas, e grazie a lui i due si incontrarono; attribuendo a Wilde la rovina sociale della reputazione di Douglas, Johnson mutò l'ammirazione e l'amore verso Wilde in odio, indirizzando all'irlandese un sonetto intitolato "Distruttore di un'anima".

## The Dark Angel
Nell'anno successivo a "Il Distruttore di un'Anima", scrisse il pezzo che lui considerò il migliore tra le sue opere, intitolato "The Dark Angel".
"The Dark Angel" fu anche d'influenza per gli Angeli Oscuri, capitolo degli Space Marine nell'universo fittizio di Warhammer 40,000. Il loro Primarca, Lion El'Jonson, fu chiamato così ispirandosi al poeta.

## Opere
- The Art of Thomas Hardy (1894)
- Poems (1895)
- Ireland and Other Poems (1897)